# كارلوس بيدرو بيريس دي ميلو
كارلوس بيدرو بيريس دي ميلو (بالبرتغالية: Carlos Pedro Pires de Melo‏) هو لاعب كرة قدم أنغولي في مركز الوسط، ولد في 6 أبريل 1969 في لواندا في أنغولا. شارك مع منتخب أنغولا لكرة القدم. أما مع النوادي، فقد لعب مع أكاديميكا كويمبرا وبترو إتليتيكو ونادي أولهانينسي ونادي أونياو دا ماديرا.

## وصلات خارجية
- كارلوس بيدرو بيريس دي ميلو على موقع قاعدة بيانات كرة القدم.إي يو (الإنجليزية)
- كارلوس بيدرو بيريس دي ميلو على موقع ناشيونال فوتبول تيمز (الإنجليزية)